# The Lonely Island
The Lonely Island é um grupo musical humorístico de hip hop formado pelos americanos Akiva Schaffer, Andy Samberg e Jorma Taccone. Seu nome deriva de um pequeno quarto onde se alojaram durante meses, o hotel Lonely Island. O grupo nasceu em Berkeley, Califórnia, e atualmente possui sede em Nova York.
No início da carreira o grupo começou a criar vídeos comédia na escola, que com o sucesso os levou a continuar, ampliando o seu repertório para comédia, música em forma de paródias (ambas as músicas e vídeos). O Grupo alcançou sucesso ao chegar às mãos de Lorne Michaels do programa Saturday Night Live. Uma vez no show, eles escreveram "Lazy Sunday" ("Domingo [Lo] Co") uma paródia que consagrou o inicio do grupo no setor da comédia. O Sucesso de suas parodias os levaram a realizar um álbum, Incredibad(Incrivelmente Mal [Incrível Mau]), em 10 de fevereiro de 2009, sobre a Gravadora Universal Records.

## História
Os três principais membros do Lonely Island (Andy Samberg, Akiva Schaffer, e Jorma Taccone) nasceram e cresceram em Berkeley, Califórnia, e reuniam-se na escola secundária para realizar seus vídeos.
O trio começou a fazer vídeos de forma independente, juntamente com dois amigos, Chester "Chez" Tam (pronunciado Chay) e Jonas Goldstein, e ambos têm aparecido atualmente em muitos curta-metragens do grupo. Muitos dos outros amigos do grupo, como Kal Penn, Asa Taccone (irmão de Jorma) e Brandon Routh também apareceram em vídeos do grupo e podcasts.

## Hot Rod
Hot Rod é o nome designado a um filme do estilo de comédia realizado pelo trio. É chamado Hot Rod, pois foi originalmente interpretado por Will Ferrell em Mente de Chumbo. Lançado em agosto de 2007, o filme fez muito mal na bilheteria, lançado ao mesmo tempo em que o filme "Ultimato Bourne".

## Discografia
O primeiro álbum do grupo, intitulado Incredibad, foi lançado em Fevereiro de 2009, pela Universal Records. O nome advém de um portmanteau das palavras inglesas "incredible" e "bad" ("incrível" e "mau", em Português). Essa palavra faz parte da conclusão da mensagem presente na faixa-título do álbum, em que um extraterrestre dá esse nome ao grupo, concluindo que o que acabara de acontecer tinha sido "incredible and bad", e por isso eles seriam os "incredibad".
O álbum contém quinze faixas, possuindo a maioria delas uma parceria com um outro artista famoso: a música "Boombox" apresenta uma parceria com o vocalista dos Strokes, Julian Casablancas, "Dream Girl" conta com Norah Jones, e "Dick in a Box" contém partes cantadas por Justin Timberlake. T-Pain,Nicki Minaj, Natalie Portman, Adam Levine e Jack Black são outras das parcerias.
O álbum possui vários singles, tendo sido alguns deles lançados antes do álbum em si, como é o caso de Dick in a Box. Todos eles já atingiram mais de um milhão de visitas no YouTube, sendo o mais visto o vídeo para I Just Had Sex (feat. Akon).
Em 2012 o trio lançou um novo álbum intitulado Turtleneck & Chain, que, como o primeiro álbum, conta com participações especiais de vários cantores famosos.